# 가면라이더 - 히비키와 7인의 전귀
가면라이더 - 히비키와 7인의 전귀(劇場版 仮面ライダー響鬼と7人の戦鬼, Kamen Rider Hibiki & The Seven War Oni)는 일본에서 제작된 사카모토 타로 감독의 2005년 영화이다. 호소카와 시게키 등이 주연으로 출연하였다.

## 출연

### 주연
- 호소카와 시게키
- 토치하라 라쿠토
- 마츠오 토시노부
- 시부에 죠지
- 마츠다 켄지

### 조연
- 가모우 마유
- 칸베 미유키
- 야마나카 사토시
- 키타하라 마사키
- 유에 타케유키
- 카와구치 신고
- 모리 에리카
- 무라타 미츠
- 아시나 세이

## 제작진
- 원작자: 이시노모리 쇼타로
- 프로듀서: 시라쿠라 신이치로
- 특수촬영: 부츠다 히로시
- 무술감독: 카네다 오사무